# Villa Verde
Villa Verde település Olaszországban, Szardínia régióban, Oristano megyében. Lakosainak száma 277 fő (2023. január 1.). Villa Verde Palmas Arborea, Usellus, Villaurbana, Ales és Pau községekkel határos.

## Népesség
A település lakossága az elmúlt években az alábbi módon változott:
| Lakosok száma | 319  | 308  | 277  |
|               | 2017 | 2018 | 2023 |